# Digital Light Processing

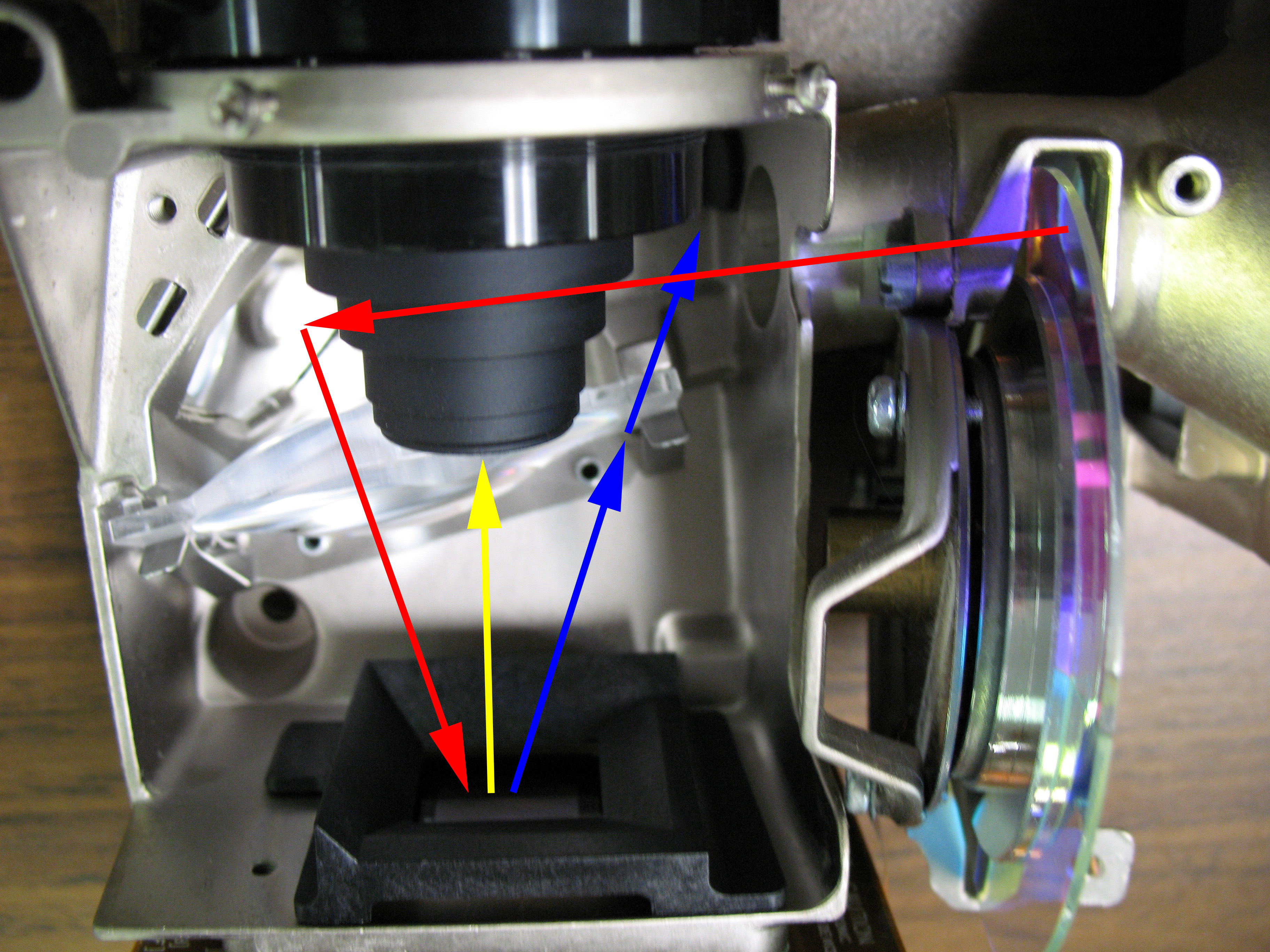
Wnętrze jednochipowego DLP

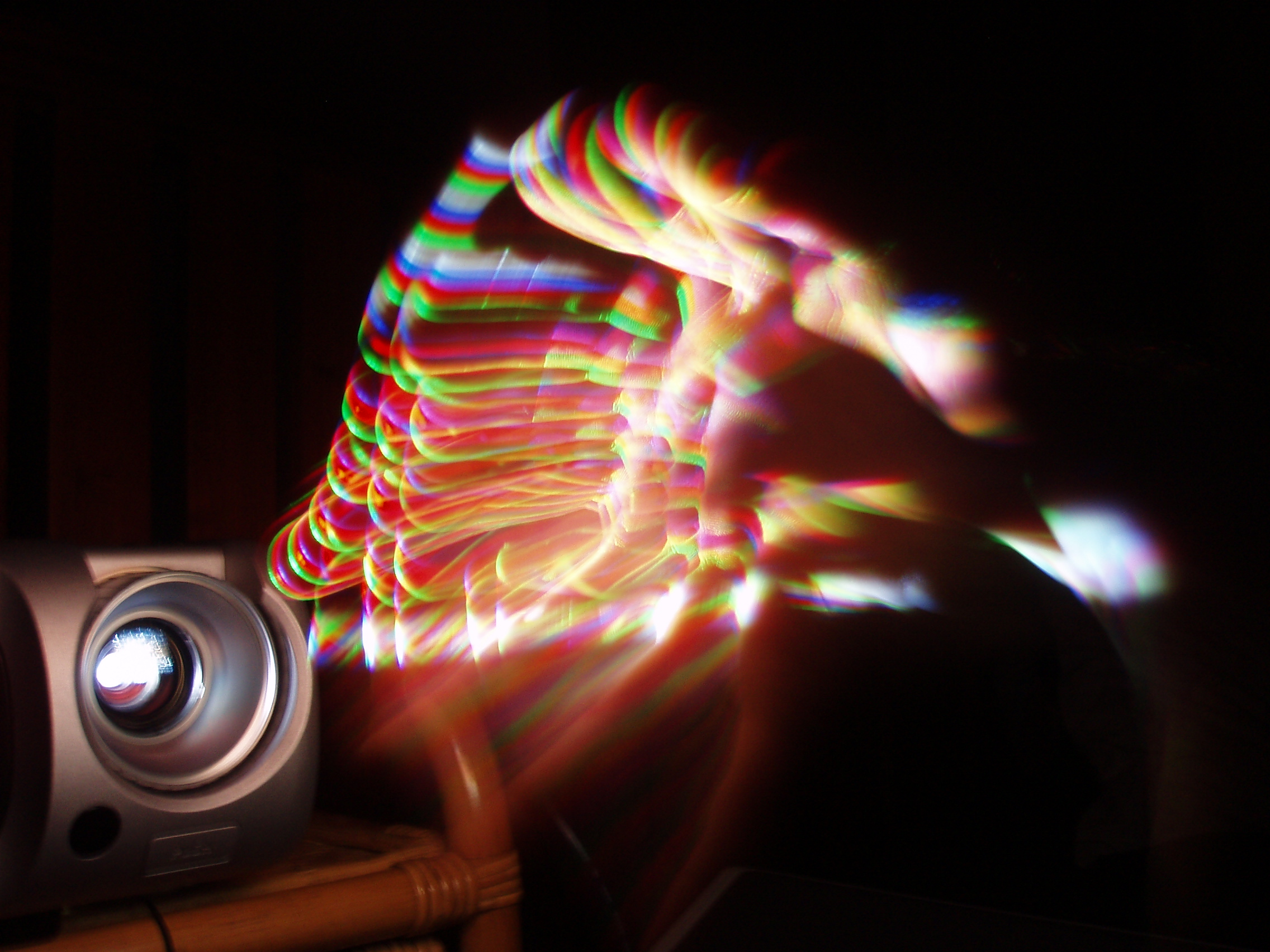
Tak zwany efekt tęczy, tworzony przez jednochipowy DLP

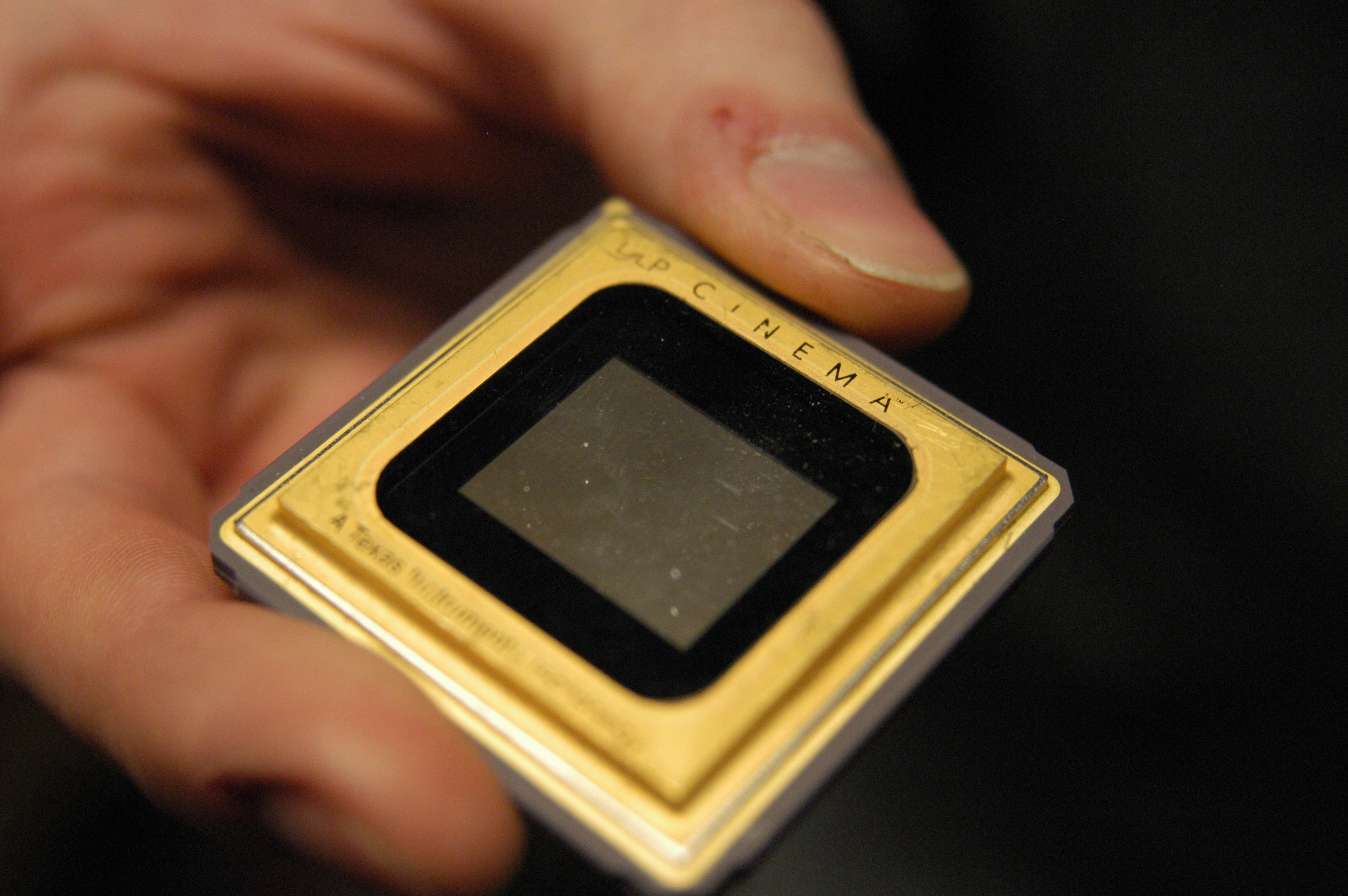
Chip DMD będący jądrem DLP

Digital Light Processing (dosłownie z angielskiego: cyfrowe przetwarzanie światła), DLP – projektor opracowany przez Texas Instruments.
Jego kluczowym elementem jest chip DMD (ang. digital micromirror device), oparty na technologii optycznych mikroukładów elektromechanicznych polegającej na użyciu tysięcy mikroluster (każde o powierzchni kilkunastu mikrometrów kwadratowych) odbijających lub rozpraszających padający na nie strumień świetlny. Zaletą jest wysoki kontrast (2000:1) oraz dobra jakość czerni. Ze względu na wysoką cenę DLP stosowana jest niemal wyłącznie w profesjonalnych urządzeniach (na przykład wysokiej klasy projektorach cyfrowych, także kinowych).
Procesor DMD za pomocą mikroluster, o szerokości mniejszej niż jedna piąta grubości ludzkiego włosa, odbija kierowane na niego światło z lampy, tworząc powiększony przez optykę obraz. Światło jest kolorowane przez wirujące koło barwne z filtrami (w przypadku lamp) lub przez selektywne załączanie diod RGB.
Wykorzystywane są dwa układy mikroluster: prostokątny i diamentowy. Lepszą jakość uzyskuje się za pomocą układu prostokątnego, gdyż jednemu pikselowi odpowiada jedno lustro – układ diamentowy zaś nie może bezpośrednio odwzorować siatki pikseli, ponieważ są one interpolowane, co powoduje obniżenie jakości obrazu. Układ diamentowy pozwala jednak zmniejszyć gabaryty projektora, co jest pożądane w miniaturowych urządzeniach.
Istnieją dwa typy projektorów DLP: z jednym układem DMD lub z wieloma układami DMD (w których każdy z trzech składowych kolorów RGB jest wyświetlany przez oddzielny układ DMD).